# 1971-es Formula–1 monacói nagydíj
Az 1971-es Formula–1 világbajnokság harmadik futama a monacói nagydíj volt. Ez a Formula–1 világbajnokság történetének 200. nagydíja.

## Futam
A következő öt héten nem tartottak bajnoki futamot. Ezalatt megrendezték az International Trophyt Silverstone-ban, amelyen Hill győzött a Brabhammel.
Monacóban a szervezők a szokásos 16-hoz képest 18 autót engedtek indulni a versenyen. Andretti a csütörtöki edzésen abban az időben hajtott ki, amikor elkezdett esni. Pénteken mechanikai probléma hátráltatta, ezért nem tudta magát kvalifikálni a versenyre. Mellette négy versenyző nem kvalifikálta magát a futamra. Stewart dominált az edzéseken, 1,2 másodperc előnnyel szerezte meg a pole-t Ickx, Siffert és Amon előtt.
Amonnak problémái voltak a rajt előtt. A rajt után Siffertnek sikerült Ickx elé kerülnie, ezzel megszerezte a második helyet Stewart mögött. Hill hibázott és balesetezett a második körben. Stewart a pilótafülkébe szivárgó kipufogógáz ellenére is nagy előnnyel győzött. Peterson a verseny közepén a második helyig jött fel, megelőzve Ickxet és Siffertet. Siffert később motorhiba miatt kiesett, így a negyedik helyet Hulme szerezte meg. Fittipaldi a 17. helyről indulva ötödik lett Rolf Stommelen Surtees-Fordja előtt.
| Helyezés | #  | Versenyző            | Csapat/Motor | Futott körök | Idő/Kiesés oka | Rajthely | Pontszám |
| -------- | -- | -------------------- | ------------ | ------------ | -------------- | -------- | -------- |
| 1        | 11 | Jackie Stewart       | Tyrrell-Ford | 80           | 1h52:21,3      | 1        | 9        |
| 2        | 17 | Ronnie Peterson      | March-Ford   | 80           | + 25,6         | 6        | 6        |
| 3        | 4  | Jacky Ickx           | Ferrari      | 80           | + 53,3         | 2        | 4        |
| 4        | 9  | Denny Hulme          | McLaren-Ford | 80           | + 1:06,7       | 6        | 3        |
| 5        | 1  | Emerson Fittipaldi   | Lotus-Ford   | 79           | + 1 kör        | 17       | 2        |
| 6        | 24 | Rolf Stommelen       | Surtees-Ford | 79           | + 1 kör        | 16       | 1        |
| 7        | 22 | John Surtees         | Surtees-Ford | 79           | + 1 kör        | 10       |          |
| 8        | 27 | Henri Pescarolo      | March-Ford   | 77           | + 3 kör        | 13       |          |
| 9        | 15 | Pedro Rodríguez      | BRM          | 76           | + 4 kör        | 5        |          |
| 10       | 8  | Tim Schenken         | Brabham-Ford | 76           | + 4 kör        | 18       |          |
| Kiesett  | 14 | Jo Siffert           | BRM          | 58           | Olajcső        | 3        |          |
| Kiesett  | 21 | Jean-Pierre Beltoise | Matra        | 47           | Differenciálmű | 7        |          |
| Kiesett  | 20 | Chris Amon           | Matra        | 45           | Differenciálmű | 4        |          |
| Kiesett  | 5  | Clay Regazzoni       | Ferrari      | 24           | Baleset        | 11       |          |
| Kiesett  | 10 | Peter Gethin         | McLaren-Ford | 22           | Baleset        | 14       |          |
| Kiesett  | 2  | Reine Wisell         | Lotus-Ford   | 21           | Kerékcsapágy   | 12       |          |
| Kiesett  | 12 | François Cevert      | Tyrrell-Ford | 5            | Baleset        | 15       |          |
| Kiesett  | 7  | Graham Hill          | Brabham-Ford | 1            | Baleset        | 9        |          |
| NK       | 16 | Howden Ganley        | BRM          |              |                |          |          |
| NK       | 6  | Mario Andretti       | Ferrari      |              |                |          |          |
| NK       | 18 | Alex Soler-Roig      | March-Ford   |              |                |          |          |
| NK       | 28 | Skip Barber          | March-Ford   |              |                |          |          |

## Statisztikák
Vezető helyen:
- Jackie Stewart: 80 (1-80)

Jackie Stewart 14. győzelme, 8. pole-pozíciója, 8. leggyorsabb köre, 2. mesterhármasa (pp, lk, gy)
- Tyrrell 2. győzelme.